# Chuyến bay 243 của Aloha Airlines

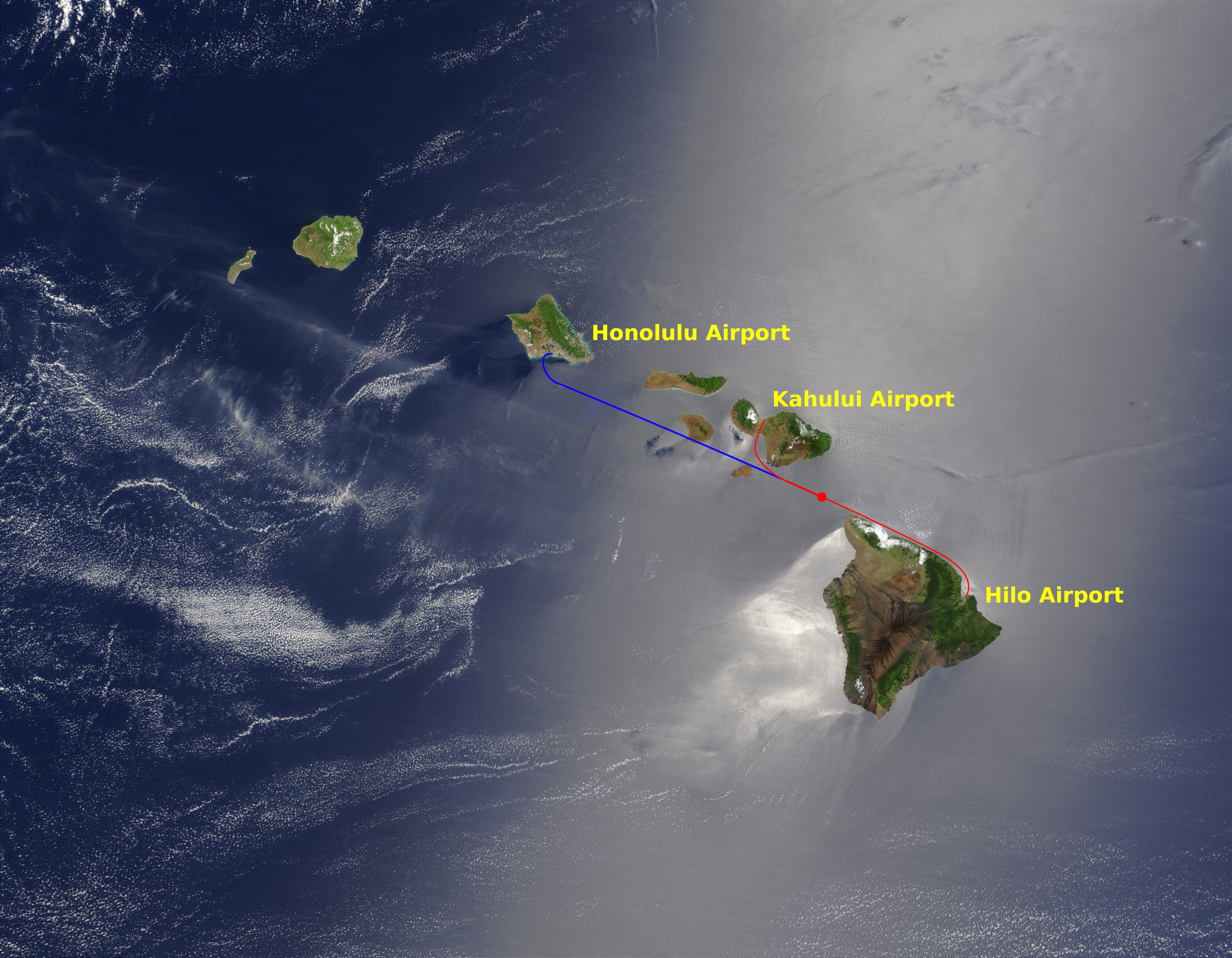

Chuyến bay 243 của Aloha Airlines là một chuyến bay của hãng hàng không Aloha Airlines giữa Hilo và Honolulu tại Hawaii. Vào ngày 28 tháng 4 năm 1988, chiếc máy bay Boeing 737-297 phục vụ chuyến bay này bị hư hại nặng nề sau khi áp suất giảm đột ngột gây ra sức ép mạnh trong khi đang bay, nhưng nó có thể đáp xuống an toàn tại sân bay Kahului trên đảo Maui. Một người thiệt mạng duy nhất là tiếp viên hàng không tên C.B. Lansing, bị hút ra khỏi máy bay. 65 hành khách và nhân viên phi hành đoàn khác bị thương. Việc một chiếc máy bay bị hư hại phần thân nặng như vậy mà vẫn có thể đáp xuống an toàn là chuyện chưa từng có trước đây và cho đến bây giờ.

## Chi tiết
Chiếc máy bay, Hoàng hậu Liliuokalani (biển số đăng ký N73711), cất cánh từ Sân bay Quốc tế Hilo lúc 13:25 giờ địa phương Hawaii vào ngày 28 tháng 4 năm 1988,  hướng về thành phố Honolulu. Có 89 hành khách và 5 nhân viên phi hành trên máy bay. Không có gì bất thường xảy ra được báo cáo khi cất cánh và lên cao.
Khoảng 13:48, khi máy bay lên đến độ cao bình thường của chuyến bay là 24.000 ft (7,3 km), cách nam-đông nam Kahului khoảng 23 hải lý (42,6 km) thì một phần nhỏ trên trần của máy bay bên phía trái bị vỡ ra. Việc áp suất giảm đột ngột gây nên sức ép mạnh xảy ra tiếp theo ngay sau đó đã làm phá vỡ một phần lớn trần máy bay, bao gồm toàn bộ nữa phần phía trên của vỏ máy bay, kéo dài từ ngay phòng lái đến tận cánh trước.
Như một phần trong thiết kế máy bay 737, sức ép có thể được hạ dần tại các vùng bị vỡ ra một cách có điều khiển. Mục đích là làm sao để làm chậm lại tiến trình của sự giảm áp suất đột ngột để giữ cho sườn máy bay nguyên vẹn. Tuổi của máy bay và tình trạng của thân máy bay (bị rò rỉ và gây sức căng đối với các đinh ốc, ngoài tầm chịu đựng theo thiết kế) có lẽ là hai yếu tố kết hợp gây ra vấn đề. Khi vùng có điều khiển chống giảm áp đột ngột đầu tiên bị vỡ ra, theo lý thuyết về sự vỡ ra từng phần nhỏ, một loạt các sự kiện nhanh xảy ra theo dây chuyền không kịp để cho các vùng giảm áp có điều khiển khác hoạt động nên gây ra sức ép mạnh làm vỡ tung phần phía trên của vỏ máy bay.
Đầu của cơ phó chuyến bay Madeline "Mimi" Tompkins' bị giật về phía sau trong lúc áp suất giảm xảy ra và cô ta thấy phần cách nhiệt của cabin bay quanh phòng lái. Cơ trưởng Robert Schornstheimer nhìn về phía sau và thấy bầu trời xanh nơi mà trước đó là trần của khu vực ghế hạng nhất. Tompkins liền liên lạc với điều khiển không lưu trên đảo Maui để thông báo mayday.
Vào lúc áp suất giảm, trưởng nhóm tiếp viên, Clarabelle "C.B." Lansing, đứng ở hàng ghế số 5 để thu gom ly đựng nước từ hành khách. Theo những hành khách thuật lại thì Lansing bị hút qua một lỗ bên hông máy bay.
Tiếp viên Michelle Honda, người đứng gần hàng ghế 15 và 16, bị quăng mạnh xuống sàn máy bay. Mặc dù bị thương nhưng cô vẫn có thể bò lên xuống lối đi giữa để giúp và trấn an các hành khách đang hoảng hốt. Tiếp viên Jane Sato-Tomita, người đang ở phía trước máy bay, bị thương nặng vì các mảnh vở bay và bị quăng xuống sàn máy bay. Các hành khách nắm giữ cô lại trong lúc máy bay hạ xuống Maui.
Sức ép mạnh do áp suất giảm đột ngột gây ra đã làm hư hại nặng phần dây dẫn điện từ phần càng bánh xe đến các đèn báo hiệu trên dãy mặt số điều khiển của phòng lái. Kết quả là đèn không sáng khi càng bánh xe hạ xuống và các phi công không có cách nào để biết rằng càng bánh xe đã hạ xuống hoàn toàn chưa.
Trước khi đáp, hành khách được chỉ thị mang áo phao vào trong trường hợp máy bay không đáp được xuống Kahului.
Phi hành đoàn đáp khẩn cấp xuống đường băng số 2 của Sân bay Kahului lúc 13:58. Ngay khi đáp, phi hành đoàn mở các thang hơi thoát hiểm và di tản các hành khách khỏi máy bay nhanh chóng. Cơ phó Mimi Tompkins giúp các hành khách ở phía dưới thang hơi. Tổng cộng có 65 người bị thương, 8 bị thương nặng. Vào thời gian đó, Maui không có kế hoạch để đối phó với một tai nạn như vậy. Người bị thương được chở đến bệnh viện bằng xe du lịch loại trung của Akamai Tours (bây giờ đã giải thể)  vì hòn đảo chỉ có vài chiếc xe cứu thương. Kiểm soát không lưu đánh tín hiệu cho Akamai yêu cầu gởi 15 xe loại trung của họ đến. Hai trong số các tài xế của Akamai trước đây là nhân viên cấp cứu và họ đã thiết lập nơi sơ cứu ngay trên đường băng. Chiếc máy bay trở thành đồ phế thải.

## Kết cục
Sau tai nạn, một cuộc điều tra toàn lực được Cục An toàn Giao thông Quốc gia Hoa Kỳ (NTSB) tiến hành. Cục kết luận rằng tai nạn này là do độ mỏi kim loại bị ảnh hưởng bởi các vết nứt rò rỉ (máy bay hoạt động trong một môi trường duyên hải, thường hay bị ảnh hưởng của muối và độ ẩm).  Nguyên do chính là sự bất hiệu dụng của chất keo chống nóng chảy được dùng để giữ chặt các tấm nhôm của thân máy bay khi nó được sản xuất. Nước có thể vào được những chỗ hở nơi mà keo không giữ được hai mặt nhôm lại với nhau, và bắt đầu gây ra rò rỉ. Tuổi của máy bay trở thành một vấn đề then chốt (vào lúc xảy ra tai nạn nó đã được sử dụng 19 năm và đã chịu đựng một số chu kỳ cất và hạ cánh khá nhiều — 89.090 lần, đây là số chu kỳ nhiều đứng thứ hai đối với một máy bay trên thế giới vào lúc đó — nó được thiết kế chịu đựng không ngoài 75.000 chuyến). Hiện nay máy bay thường được kiểm tra bảo trì thêm khi chúng trở nên cũ kĩ. Tuy nhiên, một số máy bay khác hoạt động dưới những môi trường tương tự không thấy hiện tượng như thế.
Theo báo cáo điều tra chính thức của NTSB, hành khách Gayle Yamamoto đã thấy một vết nứt trên thân máy bay khi bước lên máy bay trước chuyến bay định mệnh nhưng không báo cho ai biết. Vết nứt nằm ở cửa hành khách lên xuống ở phía trước. Vết nứt có thể là do độ mỏi kim loại có liên quan đến 89.090 chu kỳ tăng và giảm áp trong các chuyến bay ngắn mà Aloha thực hiện.
Ngoài ra, Quốc hội Hoa Kỳ đã thông qua Đạo luật Nghiên cứu An toàn Hàng không vào năm 1988 sau vụ tai nạn này. Điều này cho phép nghiên cứu nghiêm ngặt hơn về các nguyên nhân khả dĩ có thể xảy ra trong tai nạn hàng không tương lai.
Tất cả phi công vẫn tiếp tục làm việc cho Aloha Airlines. Robert Schornstheimer về hưu vào tháng 8 năm 2005. Vào lúc đó, Madeline Tompkins vẫn là một cơ trưởng của loại máy bay Boeing 737-700 của hãng.

## Di tích máy bay
Vì tình trạng hư hại của máy bay nên bộ sườn máy bay thành vật liệu tái chế tại một hãng tái chế vật liệu ở Maui sau khi được chở ngang qua Kahului. Một cái khóa dây an toàn được chế từ kim loại tái chế của máy bay hiện nay là còn lại cùng với hình ảnh của chiếc máy bay trong sân tái chế được trưng bày ở Paper Airplane Museum trong Trung tâm bán hàng Maui.

## Đài tưởng niệm
- Năm 1996, Vườn Tưởng niệm Lansing được khánh thành ở nhà ga liên đảo của Sân bay Quốc tế Honolulu gần các cổng lên xuống máy bay của Aloha Airlines.

## Phim ảnh
- Phim truyền hình Miracle Landing là dựa vào sự kiện này.
- Cốt truyện của tiểu thuyết Airframe có lấy nội dung của sự kiện này.
- Loạt phim của Discovery Channel/National Geographic Channel có tựa đề Mayday, loạt phim nói về các vụ tai nạn máy bay, phần nói về chuyến bay này có tựa đề "Hanging by a Thread."
- Loạt phim của History Channel với tựa đề Secrets of the Black Box.
- Chương trình của Discovery Channel có tựa đề Mythbusters có nội dung về chuyến bay này, thảo luận về sự giảm áp trong máy bay.
- Chương trình của Discovery Channel có tựa đề Moments That Changed Flying trình chiếu một đoạn nói về sự kiện này trong tháng 4 năm 2009.